# Список пещер Новой Зеландии
Ниже представлен список наиболее известных пещер Новой Зеландии.

## ОстровСеверный
| Название                    | Местонахождение               | Фото | Комментарии, ссылки                                                         |
| --------------------------- | ----------------------------- | ---- | --------------------------------------------------------------------------- |
| Руакури                     | Район Уаитомо, регион Уаикато |      | Единственная пещера Южного полушария, доступная для инвалидов-колясочников. |
| Пещера светлячков в Уаитомо | Район Уаитомо, регион Уаикато |      | Названа в честь обитающих здесь в большом количестве Arachnocampa luminosa. |

## ОстровЮжный
| Название     | Местонахождение                                 | Фото | Комментарии, ссылки |
| ------------ | ----------------------------------------------- | ---- | --- |
| Булмер       | Национальный парк «Кахуранги», регион Тасман    |      | Самая длинная пещерная система страны (66 км). |
| Катидрал     | Район Клута, регион Отаго, область Те-Кэтлинс   |      | Две соединённые между собой морские пещеры, названные «Соборные». |
| Кракрофт     | Городок Кашмир, регион Кентербери               |      | Пещерный комплекс тайно строился новозеландской армией с 1942 по 1944 г. После был запечатан и «забыт» до 1987 г. Ныне там находится «полевая лаборатория» Университета Кентербери. |
| Метро        | Национальный парк Папароа, регион Уэст-Кост     |      | Также известна под названием Те-Анануи. |
| Монкс        | Городок Редклиффс, регион Кентербери            |      | |
| Неттлбед     | Гора Артур, регион Тасман                       |      | Вторая по глубине пещера Южного полушария (до 2010 г. — первая): 889 м. Максимальная глубина погружения спелеоводолазов составила 229 м.                                            |
| Раухити      | Регион Тасман                                   |      | Вход в пещеру имеет размеры 40 на 20 м. |
| Те-Анау      | Западный берег озера Те-Анау, регион Саутленд   |      | |
| Харвудс-Хоул | Национальный парк «Абель-Тасман», регион Тасман |      | Самый глубокий вертикальный провал страны: 183 м (далее ведёт в пещеру глубиной 357 м).                                                                                             |